# Продування оболонки під надлишковим тиском
Проду́вка (запо́внення) оболо́нки під надлишко́вим т́иском, (рос. заполнение (продувка) оболочки под избыточным давлением, англ. Pressurized enclosure; нім. Überdruckfüllung f (Spülung f)) — різновид вибухозахисту електрообладнання, який полягає в тому, що оболонка електрообладнання заповнюється або продувається під надлишковим тиском чистим повітрям або інертним газом.

## Дивю також
- Вибухозахист електрообладнання